# Râul Urșani
Râul Urșani este un curs de apă, afluent al râului Luncavăț. 